# Rebecca Hall
Rebecca Maria Hall (Londres, 3 de maio de 1982) é uma atriz e diretora de cinema britânica radicada nos Estados Unidos. É mais conhecida pelos seus papéis em filmes como Vicky Cristina Barcelona (pelo qual foi indicada para o Globo de Ouro na categoria de melhor atriz em longa-metragem musical ou de comédia), The Town, Iron Man 3, Transcendence e The Gift.
Em junho de 2010 conquistou o BAFTA de melhor atriz coadjuvante por sua interpretação de Paula Garland na produção de 2009 do Channel 4, Red Riding: In the Year of Our Lord 1974.

## Primeiros anos e educação
Rebecca Hall nasceu em Londres e é filha de Peter Hall, um encenador britânico e fundador da Royal Shakespeare Company e de Maria Ewing, uma cantora de ópera norte-americana. Os pais de Rebecca separaram-se quando ela ainda era criança e acabaram por se divorciar em 1990. Rebecca tem cinco meios-irmãos: Edward Hall, encenador; Lucy Hall, cenógrafa; Christopher Hall, produtor: e Jennifer Caron Hall que também é atriz e fruto do primeiro casamento do pai de Rebecca com a atriz francesa Leslie Caron.
Rebecca frequentou a Roedean School durante a adolescência. Mais tarde estudou Literatura Inglesa na St. Catharine's College da Universidade de Cambridge, mas desistiu do curso em 2002 pouco antes do seu último ano. Enquanto estudava em Cambridge, Rebecca foi um membro ativo da comunidade de teatro da universidade e chegou mesmo a criar a sua própria companhia de teatro. Fez também parte da Marlowe Society e protagonizou várias peças com o seu companheiro de casa, Dan Stevens que também estudou Literatura Inglesa em Cambridge, mas na Emmanuel College.

## Carreira

### Cinema e televisão
O primeiro trabalho de Rebecca surgiu em 1992 quando ela tinha 10 anos e foi escolhida para o papel de jovem Sophy na adaptação para a televisão do romance The Camomile Lawn de Mary Wesley.
A atriz estreou-se no cinema em 2006 no papel de Rebecca Epstein em Starter for Ten. No mesmo ano participou em The Prestige de Christopher Nolan, o filme que a tornou conhecida internacionalmente. Em 2007 interpretou o papel de Tina no telefilme Joe's Palace de Stephen Poliakoff.

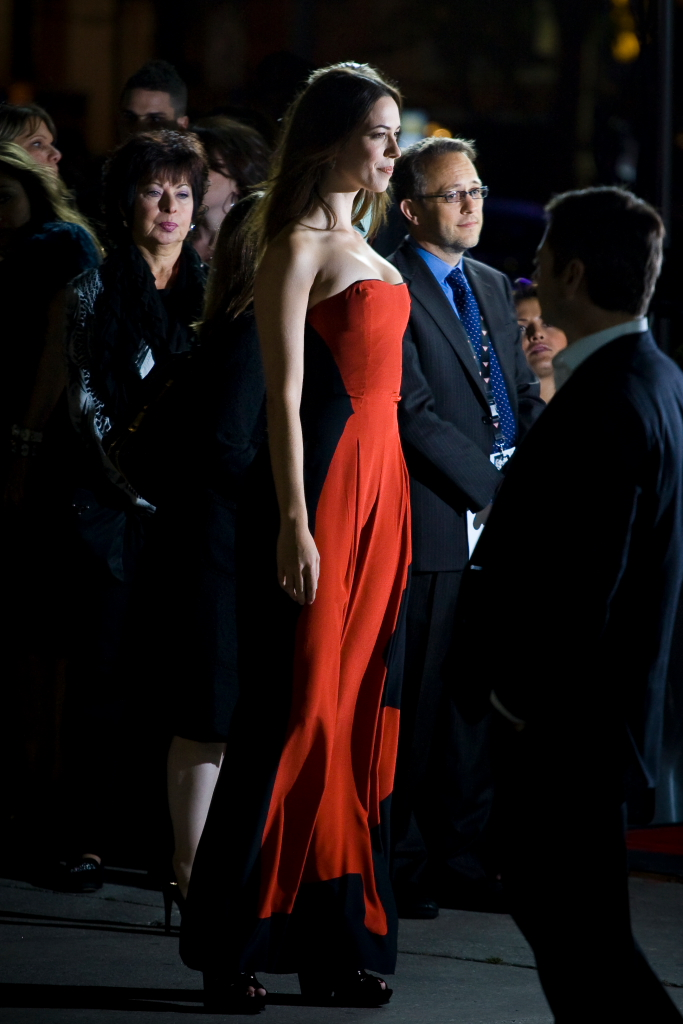
Rebecca Hall na estreia do filme The Town no Festival Internacional de Cinema de Toronto de 2010.

Em 2008 interpretou o papel de Vicky no filme Vicky Cristina Barcelona de Woody Allen. O filme e o desempenho de Rebecca foram bastante elogiados pela crítica e ela recebeu uma nomeação para os Globos de Ouro no ano seguinte. Ainda em 2008 a atriz participou em Frost/Nixon no papel de namorada da personagem de Michael Sheen, David Frost. No ano seguinte protagonizou com Ben Barnes uma nova adaptação ao cinema do romance O Retrato de Dorian Gray de Oscar Wilde. Participou ainda nos filmes Please Give com Catherine Keener e Amanda Peet e em The Town, realizado por Ben Affleck.
No mesmo ano o Channel Four transmitiu o telefilme Red Riding: In the Year of Lord 1974, uma de quatro adaptações da série de romances Red Riding Quartet de David Peace. Rebecca interpreta o papel de Paula Garland, a mãe de uma menina que desaparece numa vila de West Yorkshire. Este papel valeu-lhe o prémio BAFTA de Melhor Atriz Secundária em 2010.
Em 2012 protagonizou o filme Lay the Favorite do realizador Stephen Frears. Apesar de a crítica ter elogiado, de forma geral, o seu desempenho, o filme foi bastante mal recebido e um desastre de bilheteira.
Ainda no mesmo ano interpretou o papel de Sylvia Tietjens, a esposa da personagem interpretada por Benedict Cumberbatch, em Parade's End, uma minissérie co-produzida pela BBC e pela HBO. A série é uma adaptação da tetralogia de romances homónima de Ford Madox Ford e teve críticas maioritariamente positivas. Rebecca venceu o Broadcast Press Guild Award e foi nomeada para o BAFTA, os Critics' Choice Awards e para os Satellite Awards por este papel.
Em 2013, a atriz substituiu Jessica Chastain no papel de Maya Hansen no filme da Marvel, Iron Man 3. No mesmo ano protagonizou o thriller Closed Circuit no papel de Claudia Simmons. Em 2014 interpretou o papel de Evelyn Caster, a esposa da personagem de Johnny Depp, em Transcendence. Interpretou ainda o papel de Lotte Hoffmeister em A Promise, filme que protagonizou com Alan Rickman e Richard Madden.
Os projetos futuros de Rebecca incluem o filme de fantasia realizado por Steven Spielberg, The BFG, onde interpreta o papel de Mary e a série Codes of Conduct da HBO onde contracena com Helena Bonham Carter e Paul Dano.

### Teatro
Rebecca estreou-se no teatro profissional em 2002 com a peça Mrs Warren's Profession no Strand Theatre em Londres. A peça, encenada pelo seu pai, valeu-lhe o Ian Charleston Award em 2003.

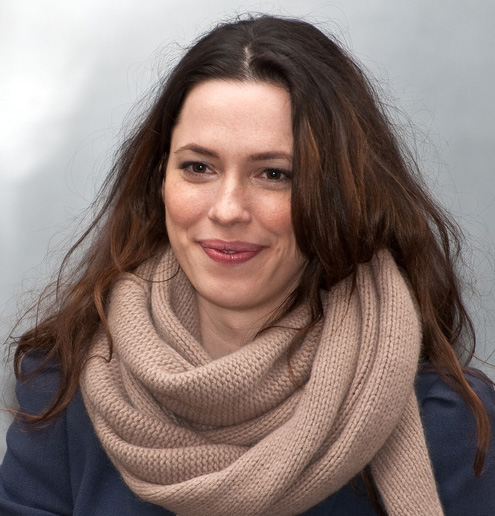
Hall em 2010.

Ainda em 2003, o pai de Rebecca celebrou 50 anos de carreira como encenador com cinco peças no Theatre Royal em Bath. A atriz protagonizou duas dessas peças: interpretou o papel de Rosalind em As You Like It (que lhe valeu uma segunda nomeação para o Ian Charleston Award) e o de Thea Sharrock em The Fight for Barbara. No ano seguinte, Rebecca continuou a trabalhar com o seu pai. Participou em três peças da companhia de teatro Peter Hall Company no Theatre Royal, duas delas encenadas pelo pai.
Em 2005, Rebecca retomou o papel de Rosalind quando a peça As You Like It partiu em digressão com espetáculos em Kingston upon Thames, no The Brooklyn Academy of Music em Nova Iorque, no The Curran Theatre em São Francisco. e no The Ahmanson Theatre em Los Angeles, entre outros.
Entre 2008 e 2009, a atriz participou no Bridge Project de Sam Mendes no papel de Hermione em The Winter's Tale e de Varnya em The Cherry Orchard. O projeto partiu em digressão para a Alemanha, Grécia, Nova Zelândia, Singapura, Espanha, Reino Unido e Estados Unidos. Entre 2010 e 2011, Rebecca interpretou o papel de Viola numa produção de Twelfth Night no National Theatre de Londres.
Rebecca estreou-se na Broadway em 2013 com a peça Machinal. A peça, encenada por Lyndsey Turner, foi exibida no The Roundabout Theatre entre 20 de dezembro de 2013 e 16 de janeiro de 2014.

## Vida pessoal
Entre 2003 e 2004, Rebecca namorou com o ator Freddie Stevenson com quem trabalhou na peça As You Like It. Ela teve uma relação com o realizador Sam Mendes entre 2010 e 2015. Em setembro de 2015 casou-se com o Morgan Spector com quem trabalhou na peça Machinal. Os dois anunciaram que esperavam um filho em 2018.
Rebecca tem dupla nacionalidade: é britânica e norte-americana. É madrinha da filha mais velha do ator Dan Stevens.

## Filmografia

### Cinema
| Ano  | Filme                                  | Título em português                                  | Papel                         | Obs. |
| ---- | -------------------------------------- | ---------------------------------------------------- | ----------------------------- | --- |
| 2006 | Starter for 10                         | br: Garoto Nota 10 pt: Concurso Viciado              | Rebecca Epstein               | |
| 2006 | The Prestige                           | br: O Grande Truque pt: O Terceiro Passo             | Sarah Borden                  | Empire Award de melhor revelação London Film Critics Circle Awards de revelação britânica do ano |
| 2008 | Vicky Cristina Barcelona               | br/pt: Vicky Cristina Barcelona                      | Vicky                         | Gotham Award de melhor elenco Globo de Ouro de melhor atriz - longa-metragem musical ou comédia Gotham de performance revelação London Film Critics Circle Award de atriz britânica do ano                                                                          |
| 2008 | Frost/Nixon                            | br/pt: Frost/Nixon                                   | Caroline Cushing              | Screen Actors Guild Award de performance de destaque de elenco em longa-metragem |
| 2009 | Dorian Gray                            | br: O Retrato de Dorian Gray pt: Dorian Gray         | Emily Wotton                  | |
| 2010 | Please Give                            | br: Sentimento de Culpa pt: Encontros em Nova Iorque | Rebecca                       | Robert Altman Award Special Award for Body of Work also forRed Riding: In the Year of Our Lord 1974 and The Town Chlotrudis Award for Best Performance by an Ensemble Cast Evening Standard British Film Award for Best Actress Gotham Award for Best Ensemble Cast |
| 2010 | The Town                               | br: Atração Perigosa pt: A Cidade                    | Claire Keesey                 | National Board of Review Award de melhor atuação de elenco Broadcast Film Critics Association Award de melhor atuação de elenco Washington D.C. Area Film Critics Association Award de melhor atuação de elenco                                                     |
| 2010 | A Bag of Hammers                       |                                                      | Mel                           | |
| 2010 | Everything Must Go                     | br/pt: Pronto para Recomeçar                         | Samantha                      | |
| 2011 | The Awakening                          |                                                      | Florence Cathcart             | British Independent Film Award de melhor atriz |
| 2012 | Lay the Favorite                       |                                                      | Beth Raymer                   | |
| 2013 | Iron Man 3                             | br/pt: Homem de Ferro 3                              | Maya Hansen                   | |
| 2013 | A Promisse                             | Uma Promessa                                         | Charlotte (Lotte) Hoffmeister | |
| 2013 | Closed Circuit                         | br/pt: Circuito Fechado                              | Claudia Simmons-Howe          | |
| 2014 | Transcendence                          | br:Transcendência - A Revolução                      | Evelyn Caster                 | |
| 2015 | Bonobos: Back to the Wild              |                                                      | Claudine                      | |
| 2015 | The Gift                               | br: O Presente pt: Um Presente do Passado            | Robyn                         | |
| 2016 | The BFG                                | br: O Bom Gigante Amigo pt: O Amigo Gigante          | Mary                          | |
| 2017 | The Dinner                             | br: O Jantar                                         | Katelyn Lohman                | |
| 2017 | Permission                             | br: Permissão                                        | Anna                          | Também produtora |
| 2017 | Professor Marston and the Wonder Women | br: Professor Marston e as Mulheres Maravilha        | Elizabeth Holloway Marston    | |
| 2018 | Teen Spirit                            |                                                      | Jules                         | |
| 2018 | Holmes & Watson                        | br/pt: Holmes & Watson                               | Dr. Grace Hart                | |
| 2019 | A Rainy Day in New York                | br: Um Dia de Chuva em Nova York                     | Connie                        | |
| 2020 | The Night House                        |                                                      | Beth                          | Também produtora executiva |
| 2021 | Passing                                |                                                      | —                             | Diretora, produtora and escritora |
| 2021 | Godzilla vs. Kong                      | Godzilla vs. Kong                                    | Ilene Andrews                 | |
| 2021 | With/In                                |                                                      |                               | Segmento: "Mother!!" |
| 2022 | Resurrection                           |                                                      | Margaret                      | |
| 2022 | The Listener                           |                                                      | (voz)                         | |
| 2024 | Godzilla x Kong: The New Empire        |                                                      | Ilene Andrews                 | |
| TBA  | Ella McCay                             |                                                      |                               | |

### Televisão
| Ano  | Filme                                    | Papel              |
| ---- | ---------------------------------------- | ------------------ |
| 1992 | The Camomile Lawn                        | Young Sophie       |
| 1993 | The World of Peter Rabbit and Friends    | Lucie              |
| 1993 | Don't Leave Me This Way                  | Lizzie Neil        |
| 2006 | Wide Sargasso Sea                        | Antoinette Cosway  |
| 2007 | Rubberheart                              | Maggie             |
| 2007 | Joe's Palace                             | Tina               |
| 2008 | Einstein and Eddington                   | Winifred Eddington |
| 2008 | Official Selection                       | Emily Dickinson    |
| 2009 | Red Riding: In the Year of Our Lord 1974 | Paula Garland      |
| 2012 | Parade's End                             | Sylvia Tietjens    |